# Leichtathletik-Weltmeisterschaften 2015/Teilnehmer (Bolivien)
| Gelbes Symbol für Goldmedaillen mit stilisierten Olympischen Ringen | Graues Symbol für Silbermedaillen mit stilisierten Olympischen Ringen | Braundes Symbol für Bronzemedaillen mit stilisierten Olympischen Ringen |
| ------------------------------------------------------------------- | --------------------------------------------------------------------- | ----------------------------------------------------------------------- |
| —                                                                   | —                                                                     | —                                                                       |

Der Leichtathletikverband Boliviens nominierte drei Athleten für die Leichtathletik-Weltmeisterschaften 2015 in der chinesischen Hauptstadt Peking.

## Ergebnisse

### Männer

#### Laufdisziplinen
| Athlet                  | Disziplin   | Vorlauf | Vorlauf | Halbfinale | Halbfinale | Finale  | Finale |
| Athlet                  | Disziplin   | Zeit    | Platz   | Zeit       | Platz      | Zeit    | Platz  |
| ----------------------- | ----------- | ------- | ------- | ---------- | ---------- | ------- | ------ |
| Marco Antonio Rodríguez | 20 km Gehen |         |         |            |            | 1:27:15 | 43     |

### Frauen

#### Laufdisziplinen
| Athletin           | Disziplin   | Vorlauf | Vorlauf | Halbfinale | Halbfinale | Finale    | Finale |
| Athletin           | Disziplin   | Zeit    | Platz   | Zeit       | Platz      | Zeit      | Platz  |
| ------------------ | ----------- | ------- | ------- | ---------- | ---------- | --------- | ------ |
| Claudia Balderrama | 20 km Gehen |         |         |            |            | DSQ       | DSQ    |
| Wendy Cornejo      | 20 km Gehen |         |         |            |            | 1:34:12 h | 22     |